# L.A. Noire
L.A. Noire é um jogo eletrônico de ação-aventura desenvolvido pela Team Bondi e publicado pela Rockstar Games. Ele foi lançado em maio de 2011 para PlayStation 3 e Xbox 360 e em novembro para Microsoft Windows, com conversões posteriores para Nintendo Switch, PlayStation 4 e Xbox One estreando em novembro de 2017. A história se passa em Los Angeles em 1947 e segue Cole Phelps, um oficial do Departamento de Polícia de Los Angeles que é encarregado de resolver casos criminais em cinco divisões diferentes. Os jogadores devem investigar cenas de crimes à procura de pistas, seguir indícios e interrogar suspeitos, com seu sucesso nessas atividades afetando o quanto da história de cada caso será revelada.
O jogo é muito inspirado nos enredos e estéticas dos film noir, longas-metragens produzidos entre as décadas de 1940 e 1950 que compartilham temas e visuais semelhantes, incluindo crimes e ambiguidade moral, além de casos criminosos reais ocorridos e relatados pela mídia de Los Angeles em 1947. L.A. Noire utiliza uma paleta de cores bem distinta, porém em homenagem aos film noir inclui uma opção para jogá-lo inteiramente em preto e branco. Vários elementos do enredo fazem referência a grandes temas de histórias de detetive ou criminosas apresentadas em filmes como Out of the Past, The Naked City, The Asphalt Jungle, Sweet Smell of Success, Chinatown, The Untouchables e L.A. Confidential.

## Jogabilidade
O protagonista é o policial Cole Phelps, que deve investigar uma série de casos complexos que envolvem assassinatos brutais, acidentes de trânsito, tráfico de drogas e incêndios criminosos, mesmo com a interferência da imprensa, colegas corruptos e pessoas poderosas que não querem ver os crimes solucionados. Phelps começa como um policial, mas logo é promovido a detetive e no decorrer do jogo vai assumindo diferentes departamentos: trânsito, homicídios, narcotráfico e incêndios criminosos. Em cada departamento, Cole ganha um parceiro e um carro diferente, e uma nova série de missões, ou "casos". Diferentemente de jogos como GTA, em que o jogador deve ir a um certo ponto para ativar missões, no jogo L.A. Noire os casos emendam automaticamente uns nos outros. Entre cada caso, flashbacks das memórias de Cole na guerra são exibidos. No final de cada caso, o jogador é avaliado em um ranking de uma a cinco estrelas, dependendo de sua performance nos interrogatórios e nas investigações.
O jogo mistura elementos investigativos, como mistério e solução de crimes, com cenas de ação envolvendo perseguições a pé e de carro, tiroteios e lutas corporais. Diferente de outros jogos da Rockstar, que utilizam o Rockstar Advanced Game Engine, L.A Noire utiliza um motor customizado de propriedade da Team Bondi. Diferentemente da série Grand Theft Auto, o jogador não pode usar armas indiscriminadamente e deve evitar danos a carros, pessoas e ruas. Na verdade, armas só estão disponíveis em momentos específicos do jogo. Bater em carros, postes, semáforos e outros objetos, além de atropelar pessoas, pode diminuir a pontuação final do jogador.
Quando o jogador investiga uma área, um som parecido com o de uma campainha toca cada vez que ele passa por uma pista. As pistas podem incluir cadáveres, bolsas, manchas de sangue, marcas de freadas, pegadas, janelas quebradas, objetos em geral e jornais, que podem ser lidos para aprofundar histórias paralelas ao enredo principal. Durante os casos, Cole carrega um caderno de anotações, que registra todas as pessoas, lugares e objetos relacionados ao caso, com seus respectivos detalhes, além de mostrar o atual ranking do jogador.
Cenas de ação podem surgir repentinamente durante investigações. Um exemplo é quando os detetives tentam abordar uma pessoa e ela responde com fogo ou tenta fugir, dando início a uma perseguição. Essas cenas de ação podem ser puladas, caso o jogador não consiga cumpri-las três vezes seguidas.
Ao interrogar suspeitos e testemunhas, o jogador tem a opção de acreditar, duvidar ou acusar a pessoa de estar mentindo. Se optar pela terceira opção, o jogador deverá provar a mentira, usando alguma das evidências anotadas em seu caderno. Se não houver evidências suficientes, é possível assumir o erro e continuar com as perguntas. Ao interrogar duas pessoas na delegacia, o jogador deve escolher uma delas para fazer a acusação formal pelo crime cometido. Mesmo acusando a pessoa errada, a história continuará, mas o Cole será repreendido pelo seu superior. Os sistemas de depoimentos e interrogatórios utilizam tecnologia de animação facial criada exclusivamente para o game, e o jogador deve interpretar as reações dos interrogados para saber julgar suas respostas corretamente. Julgar as respostas incorretamente não leva um caso a fracassar, mas afeta a pontuação final do jogador.
Além dos casos principais, o jogador pode ainda cumprir 40 missões curtas paralelas. Cada departamento possui seu próprio grupo de missões paralelas, que são anunciadas via rádio durante o percurso do jogo. O jogador pode assumir a missão, sem afetar a história, ou simplesmente ignorá-la. Cada departamento (exceto o de patrulha) possui um modo de jogo chamado "Streets of L.A." (Ruas de L.A.), liberado quando os casos do departamento são todos concluídos, no qual o jogador pode andar livremente pela cidade com seu parceiro sem estar comprometido com nenhum caso. Neste modo de jogo, o jogador pode completar as missões paralelas, procurar monumentos e rolos de filmes (que contribuem para completar o jogo em 100%).
L.A. Noire tem 96 carros e caminhões que podem ser dirigidos (entrar em todos os carros é parte do processo para conseguir 100%), além de alguns veículos não pilotáveis, como aviões, trens e tratores. Cada carro liberado é exibido num showroom, disponível no menu principal do jogo. Os veículos são todos da época, fielmente reproduzidos dos reais, diferentemente da série GTA, que utiliza carros fictícios baseados nos reais. Cole pode trocar de terno, tendo seis disponíveis até o fim do jogo, e mais quatro que podem ser baixados pela internet. Alguns ternos trazem vantagens, como maior resistência a tiros.

## História
Cole Phelps foi um fuzileiro naval da Sexta Divisão da Marinha que lutou pelos Estados Unidos durante a 2ª Guerra Mundial. Durante este período, Phelps atuou principalmente na Batalha de Okinawa. Cole testemunhou seus companheiros serem massacrados pelos japoneses, e passou horas escondido em um buraco, sendo chamado de covarde pelos seus outros companheiros que chegaram ao local depois. Em um outro evento da guerra, Cole mandou um de seus homens invadir e queimar uma caverna que abrigava um hospital, resultando na morte de civis japoneses. Phelps achava que o local era uma caverna criada para abrigar inimigos de sua patrulha. Ao chegar no local e constatar o erro trágico, Cole mandou seus homens executar os civis que ainda estavam vivos. O ato, sem intenção, arruinou parcialmente a sua vida. Após a guerra, Phelps recebeu a estrela de prata e retornou ao seu país natal como um herói. Pouco tempo depois, Phelps entrou para o departamento de polícia de Los Angeles, em 1947.
Lá, Cole viu o que Los Angeles realmente era: uma cidade infestada pelo crime e corrupção. Começa a carreira como um policial que patrulha as ruas de Los Angeles com seu parceiro Ralph Dunn. Durante uma investigação, Cole descobre um caderno com nomes de pessoas que pagaram por alguma coisa, incluindo Floyd Rose, investigador do departamento de homicídios que tanto Cole quanto Ralph não gostam muito. Cole decide não revelar isso e prossegue na sua investigação, cujo sucesso rendeu-lhe uma promoção para o departamento de trânsito.
Neste departamento, já atuando como detetive, Cole alia-se a Stefan Bekowsky, os dois investigam casos diversos, que vão de um homem que forjou a própria morte até um produtor de filmes responsável por estupro de menor e tentativa de homicídio. Cole é então promovido ao departamento de invasão de domicílios, onde encontra o detetive de narcotráfico Roy Earle, que apresenta Cole à cantora de jazz alemã Elsa Lichtmann num clube de jazz.
Após seis meses no departamento de invasão a domicílios, Cole é promovido novamente, desta vez para o departamento de homicídios, onde ele e seu novo parceiro Finbarr "Rusty" Galloway investigam uma série de assassinatos muito parecidos, causados pelo mesmo homem que matou Elizabeth Short em 1947. Finbarr acredita que todos os assassinatos foram cometidos pelos respectivos maridos e namorados das vítimas, e que cada crime é apenas uma cópia do outro. Contudo, ele e Cole percebem, após prender cinco homens inocentes, que os assassinatos foram cometidos pela mesma pessoa. Os detetives caçam o suspeito até as catacumbas de uma igreja abandonada, seguindo uma trilha de notas e pistas deixadas pelo assassino. O suspeito é um barman que Cole interrogou durante a investigação de um dos primeiros casos. Após matá-lo, seu superior, Capitão Donnelly, afirma que o assassino é parente de um dos políticos mais importantes do país, e que a informação não poderia ser espalhada, pois isso causaria um grande escândalo.
Cole então é promovido ao departamento de narcotráfico. Ele e seu novo parceiro, o corrupto Roy Earle, investigam o desvio de uma carga de morfina que passa a ser vendida por traficantes na cidade, incluindo parceiros do mafioso da vida real Mickey Cohen. O passado de Cole volta a atormentá-lo quando um ex-companheiro de guerra é encontrado morto, um fato que repetir-se-ia com outros ex-companheiros. Cole se reencontra com um dos ex-companheiros, Jack Kelso, e deduz que os homens de sua unidade de guerra estão vendendo morfina nas ruas após roubá-las do U.S.S. Coolridge, o navio que os trouxe de volta para Los Angeles após o final da guerra. Os ex-soldados estão sendo mortos pela máfia, que controla o tráfico de drogas na cidade e não quer concorrência. Paralelamente ao caso, Cole começa um caso extraconjugal com Elsa, a cantora alemã. Devido às ações corruptas do DPLA, Roy concorda em revelar o caso de Cole para desviar a atenção da população, que no momento se concentrava nos membros corruptos do DPLA e da prefeitura da cidade. Com o escândalo, Cole acaba sendo afastado do caso, suspenso, e posteriormente demovido ao departamento de incêndios criminosos, e é expulso de casa por sua mulher.
No novo departamento, Cole se junta a Herschel Biggs, um veterano da Primeira Guerra Mundial e especialista em incêndios. Tentando recuperar sua reputação, Cole investiga uma série de incêndios de casas que ele acredita terem sido causados por um criminoso contratado por uma empresa chamada Elysian Fields Development. A empresa está coordenando um programa chamado "The Suburban Redevelopment Fund", que pretende construir casas para soldados estadunidenses vindos da guerra. Contudo, muitas casas construídas pelo programa estão sendo queimadas, e Cole acredita que isso é parte de um esquema relacionado aos seguros.
Enquanto tenta progredir nas investigações, seu ex-parceiro Roy Earle (que estão na lista de beneficiários da Elysian) o manda parar. Percebendo que não há como continuar sozinho, Cole consegue que seu ex-parceiro Jack trabalhe para ele. Jack trabalha na companhia de seguros California Fire and Life. O jogador então assume o controle do personagem, que funciona exatamente da mesma forma que Cole. Em um trabalho conjunto, eles descobrem que o caso do tráfico de morfina está relacionado com os incêndios: o dinheiro oriundo da venda da droga era investido no programa da Elysian. Eles descobrem que o programa é um esquema em que casas precariamente construídas tem uma valor de seguro superestimado pela California Fire and Life, e então destruídas para abrir espaço para uma rodovia resultando em uma compensação completa para os donos e um lucro de milhões para os membros do fundo. Jack descobre que o criminoso por trás dos incêndios é Ira Hogebom, o homem que queimou o hospital de civis na guerra com um lança-chamas, a mando de Cole. Depois da guerra, Ira sofreu uma culpa extrema e acabou sendo usado pela Elysian como um incendiário, mas ele acabou ficando fora de controle, queimando casas que não constavam na lista de alvos, com os moradores ainda dentro delas. Ira fazia isso, segundo ele mesmo, para apressar o reencontro das pessoas com Deus.
Enquanto caçava por Ira, Jack descobre que o incendiário levou Elsa para os túneis do Rio de Los Angeles, onde ele está tentando se esconder. Cole e Jack vão aos túneis e trocam tiros com vários policiais corruptos e bandidos que não querem que o esquema seja revelado. Devido a fortes chuvas, o nível das águas dos túneis sobe rápida e perigosamente. Quando os detetives encontram Ira e Elsa se escondendo, Jack executa Ira, e os três fogem pelos túneis. Quando encontram um bueiro aberto, Herschel aparece na superfície e salva Elsa que se apoia em Cole para subir. Jack sobe em seguida tambem ajudado por Cole, enquanto uma grande corrente de água se aproxima. Sem chances de escapar, Cole diz "Goodbye" como seu último adeus e é morto pela água.
Dias depois, no funeral de Cole, todos os seus ex-parceiros, ex-mulher, filhos, Jack e Elsa comparecem e ouvem um discurso de Roy.
É possível perceber que vários políticos e policiais corruptos estão no público.
Elsa fica nervosa quando Roy diz que Cole foi "incorretamente acusado" e deixa o funeral, seguida por Herschel.
A cena final mostra um flashback com vários companheiros de guerra de Cole retornando para casa no
U.S.S. Coolridge.
Lá, Courtney Sheldon convence seus companheiros a participar do roubo da morfina.
Em um jornal, os soldados ficam sabendo que Cole conseguiu entrar para a polícia, e eles ficam com inveja por não serem vistos como heróis.
Jack recusa a proposta de Courtney e diz que todos ali são heróis para ele, mas deixarão de sê-los caso resolvam entrar para o mundo do crime.
O roubo se concretiza, e mais tarde isso seria a base do enredo do jogo.